# Mac OS X Public Beta
Unter der Bezeichnung Mac OS X Public Beta wurde die erste echte Version des Desktop-Betriebssystems Mac OS X, dem Nachfolgebetriebssystem für das klassische Mac OS von Apple, im Jahr 2000 verfügbar gemacht. Es trug den Codenamen „Kodiak“ und war eine zeitlich begrenzte Beta-Version des kommenden Mac OS X 10.0, der ersten Version von macOS. Die Public Beta wurde am 13. September 2000 auf der Apple Expo in Paris zu einem Preis von 29,95 USD (entspricht inflationsbereinigt 2025 rund 47 USD) bzw. 79 DM (2025: ≈ 64 €) der Öffentlichkeit vorgestellt. In der Form eines öffentlich zugänglichen Betatests erlaubte sie Early Adopters einen Einblick in das kommende Betriebssystem.
Die Public Beta folgte auf vier zwischen 1999 und 2000 gratis an Softwareentwickler abgegebene Alpha-Versionen, Mac OS X Developer Preview 1–4 (kurz DP1 bis DP4), die gemeinsam mit der öffentlichten Beta-Version die Möglichkeit boten, Programme für das neue Betriebssystem zu entwickeln oder bestehende Software von Mac OS 8 und 9 auf Mac OS X – gesprochen: Mac OS Zehn – zu portieren. Auch die Entwicklerwerkzeuge waren frei verfügbar, da sich Apple bei Freigabe der fertigen Version bereits Programme von Drittanbietern erhoffte.
Die Developer Previews wie auch die Public Beta trugen bereits die Versionsnummer 10.0. Die US-amerikanische öffentliche Beta-Version hatte die interne Buildnummer 1H39, die internationale Beta-Version 2E14.

## Historisch
Der Begriff Public Beta findet sich auch später u. a. bei macOS und iOS. Derart gekennzeichnete Vorabversionen sind für registrierte Entwickler meist frei verfügbar, bevor eine neue Version erscheint. Allerdings ist die erste Public Beta von Mac OS X ein Sonderfall, da das noch unfertige Betriebssystem erstens verkauft wurde (und somit nicht nur für Entwickler gedacht war), und zweitens weil es die erste öffentlich verfügbare und nutzbare Version des neuen Betriebssystems, des späteren macOS, überhaupt war.

## Entwicklungsgeschichte
Die Public Beta folgte auf Mac OS X Server 1.0 (1999), welches die erste veröffentlichte Version des neuen auf OPENSTEP basierenden Betriebssystems von Apple war. Während Mac OS X Server 1.x jedoch als eine Version von Rhapsody (Version 5.x) direkt auf OPENSTEP 4.2 (1997) folgte, wurde bei Mac OS X 10.0 an einer komplett neuen Oberfläche gearbeitet. Anders als bei OPENSTEP (4.x) und zuvor NeXTStep/NEXTSTEP (bis 3.3, 1995) wurde im Projekt Rhapsody (5.x) die Platinum-Oberfläche aus dem klassischen Mac OS übernommen, die mit Mac OS 8 1997 eingeführt und ursprünglich im Projekt Copland entwickelt worden war. Rhapsody stellt somit das erste Betriebssystem von Apple dar, das als Basis große Teile des von NeXT übernommenen NeXTStep/OPENSTEP-Betriebssystems nutzt und durch Apple-eigene Entwicklungen ergänzt. Mac OS X Server 1.0 (Rhapsody 5.3, 1999) bis 1.2v3 (Rhapsody 5.6, 2000) wie auch die ersten zwei Alpha-Versionen von Mac OS X 10.0, die Developer Previews 1 und 2 von 1999, nutzen ebenfalls diese klassische Macintosh-Oberfläche im Platinum-Design.
Mac OS X Server 1.0 war eigentlich nur eine eingeschobene Version und nutzte das nie veröffentlichte Betriebssystem Rhapsody 1.0 (im Kern als Rhapsody 5.2 bezeichnet). Dies war von Apple als notwendig erachtet worden, da das eigentliche Ziel der Entwicklung, Mac OS X, noch nicht fertig war. Außerdem wurde das Multi-Plattform-Konzept nicht weiter verfolgt: gab es Rhapsody noch für PowerPC (Apples eigene Hardwareplattform) und Intel-x86-PCs (mindestens i486, IA-32), so wurde Mac OS X Server 1.0 (Rhapsody 5.3) nur noch für Apples eigene Server der Power-Mac-Reihe veröffentlicht. Es stellte einen notwendigen Technologiesprung als Ersatz für das als veraltet geltende System 7 (1991, ab Version 7.6 1997 in „Mac OS 7.6“ umbenannt) und Mac OS 8 (1997) dar und wurde aufgrund der unzulänglichen Kompatibilität zu bestehenden Macintosh-Anwendungen als reines Server-Betriebssystem vermarktet. Klassische Macintosh-Anwendungen konnten nur in einer virtualisierten Umgebung namens Blue Box auf einem darin virtualisiert gestarteten Mac OS 8 ausgeführt werden, was die Vorzüge des neuen Betriebssystems zunichtemachte. Als Server-Betriebssystem profitierte Mac OS X Server 1.x (Rhapsody 5.x) jedoch von dem OPENSTEP-Erbe, da bereits NeXTStep viele Server-typische Netzwerkfunktionen bot und zahlreiche Netzwerkprotokolle unterstützte.
Mit Mac OS X 10.0 sollte Mac OS, das noch direkt von der „System Software“ des ersten Macintosh-Computer von 1984 abstammt, vollständig ersetzt werden können. Dazu war es notwendig, dass klassische Macintosh-Anwendungen auch auf dem neuen Betriebssystem liefen. Auch bei Name und Version wurde ein eindeutiger Bezug zum klassischen Mac OS hergestellt und der Bezug zu OPENSTEP von NeXT entfernt. So wurde Mac OS 9 (1999) statt Mac OS 8.7 veröffentlicht, obwohl der Unterschied von Mac OS 8.1 auf 8.5 (1998) deutlich größer war als jener von Mac OS 8.6 (1999) auf Mac OS 9. Damit sollte der Nachfolgestatus von Mac OS X 10.0, das nun auf Mac OS 9 folgte, verdeutlichen werden. Der Projektname „Mac OS X“ – der Buchstabe X steht ebenfalls für die römische Zehn – wurde auch beim fertigen Betriebssystem erhalten.
Ab 1999 wurden Developer Previews an Entwickler abgegeben, damit diese ihre Programme an die neue Programmierschnittstelle (API) Cocoa (einer neuen Version von Yellow Box) und die neue Betriebssystembasis Unix anpassen konnten – wie schon zuvor auf den Developer Releases von Rhapsody (1997/1998). Dieser Unterbau entstammt dem Erbe von OPENSTEP (1988–1997) und der gleichnamigen OpenStep-API (bis 1995 NeXTstep-API), die in Rhapsody 5.x als „Yellow Box“ bezeichnet wurde. Da jedoch klassische Macintosh-Anwendungen nicht so einfach auf das neue Cocoa-API portierbar waren, führte Apple das zur Kompatibilität entwickelte Carbon-API ein. Entwickler mussten Anwendungen für den Macintosh nun nur noch geringfügig anpassen, damit sie auch auf dem neuen Mac OS X laufen konnten und von den Vorzügen des modernen Betriebssystemkerns profitierten. Solche Anwendungen, die auch als englisch carbonized applications (zu deutsch in etwa „carbonisierte Anwendungen“) bezeichnet wurden, konnten auch auf dem klassischen Mac OS ab Version 8.1 (jedoch nur auf PowerPC) ausgeführt werden, wenn dort die CarbonLib installiert war. Das war der große Unterschied zwischen Mac OS X Server 1.x und der ersten Mac OS X Developer Preview – in Mac OS X DP1 war die Carbon-API enthalten, sodass angepasste Macintosh-Anwendungen nativ ablaufen konnten. Dies wurde von den Entwicklern vieler Macintosh-Programme auch umgesetzt, sodass es bald die wichtigsten Anwendungen auch für Mac OS X gab, während auf Rhapsody (und Mac OS X Server 1.x) neben nur sehr wenigen Yellow-Box-Anwendungen (Cocoa-Anwendungen), die nativ abliefen, die Masse der unmodifizierten klassischen Macintosh-Anwendung nur innerhalb der Blue Box, also auf klassischem Mac OS innerhalb einer Virtualisierungsumgebung und somit ohne den Vorzügen des modernen Betriebssystemkerns, ablaufen mussten. Um dennoch auch unmodifizierte Macintosh-Programme weiterhin zu unterstützen, blieb in Mac OS X eine weiterentwickelte Blue Box, umbenannt in Classic-Umgebung, bis Mac OS X Tiger (10.4, 2005) Bestandteil des Betriebssystems.
Ebenfalls neu war die Veröffentlichung der Kernkomponenten im Quelltext. Apple erhoffte sich dadurch eine Mitarbeit durch freie Entwickler und letztendlich eine Verbesserung des Unix-Unterbaus von Mac OS X. Dieser Unix-Teil war schon in NeXTStep aus FreeBSD, NetBSD, OpenBSD und weiteren quelloffenen Projekten entliehen und durch NeXT weiterentwickelt worden. Im Rahmen der Rhapsody-Entwicklung wurden die BSD-Basiskomponenten von 4.3BSD auf BSD4.4Lite aktualisiert und der Kernel von Mach 2.5 auf einen FreeBSD/Mach-3-Hybridkernel erweitert. Mit Mac OS X wurden diese Teile erstmals unter dem Namen Darwin, der Kernel mit dem Namen XNU, veröffentlicht.
Ab der Developer Preview 3 war schließlich die neue Aqua-Oberfläche enthalten, die unter anderem neue Schriftarten und überarbeitete Steuerelemente verwendet sowie das aus NeXTStep/OPENSTEP bekannte Dock einführt. Auch die Icons wurden größer und detaillierter gestaltet. Der neue Desktop sollte den Look-and-Feel des Macintosh-GUI erhalten und gleichzeitig die moderne Oberfläche von NeXTStep/OPENSTEP mit dessen Dock widerspiegeln.
Die letzte nur an Entwickler abgegebene Vorabversion war die Developer Preview 4 (2000). Mit der Public Beta (2000) war das Betriebssystem, inklusive des neuartigen Aqua-Desktops, erstmals auch für Anwender öffentlich verfügbar. Da Mac OS X aber noch weder fertig war noch stabil lief, werden Anwender, die Mac OS X Public Beta erwarben und einsetzten, auch als Early Adopters bezeichnet. Von Apple selbst wurde erst Mac OS X 10.0 („Cheetah,“ 2001 ab Version 10.0.3) als reif genug eingestuft, um es auf neuen Power-Mac-, eMac- und iMac-Computern und den iBook- und PowerBook-Laptops als vorinstalliertes Betriebssystem auszuliefern. Ein Wiederherstellungsmedium für Mac OS 9.1 oder 9.2 blieb jedoch noch bis 2002 mit Mac OS X 10.2 („Jaguar“) Teil des Lieferumfangs.
Die Gesamtdauer der Entwicklung eines neuen modernen Betriebssystems und die Verschmelzung von System 7 mit OPENSTEP betrug somit fast fünf Jahre (von Anfang 1997 bis Mitte 2001): Rhapsody Developer Release (Rhapsody 5.0) wurde 1997 an Entwickler abgegeben und Mac OS X 10.0 wurde 2001 veröffentlicht. Die letzte Anpassung am klassischen Mac OS, Mac OS 9.2.2, wurde ebenfalls 2001 vorgenommen. Es dauerte jedoch ein weiteres Jahr, bis das neue Betriebssystem mit Mac OS X 10.2 zum Standard und vorinstalliert auf jedem Mac ausgeliefert wurde. Erst 2007, mit Mac OS X Leopard (10.5, 2007), wurde die Classic-Umgebung aus dem Betriebssystem entfernt. Apple arbeitete indes daran, viele Programme vom Macintosh-API Carbon auf das NeXTstep-API Cocoa zu überführen, z. B. den Finder, der für Mac OS X Snow Leopard (10.6, 2009) komplett neu geschrieben wurde. So manches Programm eines Drittherstellers wurde erst später auf Cocoa portiert: beispielsweise führte Adobe diesen aufwändigen Schritt erst mit der Creative Suite 5 (2010) aus.

## System und Software
Wie seine Nachfolger basiert die Public Beta auf dem unixoiden Basisbetriebssystem Darwin, hier in der Version 1.2.1, und dessen Kernel XNU.
Durch Präemptives Multitasking sowie Speicherschutz soll die Stabilität gewährleistet werden. Auf der Macworld Expo demonstrierte Apples CEO Steve Jobs im Juni 2000 die Stabilität des Systems mit der eigens dafür entwickelten Test-Anwendung Bomb.app.
Die Public Beta beinhaltete die von NeXTStep her bekannten Anwendungen, unter anderem TextEdit, Vorschau, Mail (davor: NeXTMail), QuickTime Player oder Terminal. Daneben wurden ein einfacher MP3-Player (iTunes war noch nicht entwickelt worden), HTMLEdit (ein auf WebObjects basierender WYSIWYG-HTML-Editor) sowie Sketch (ein Vektorzeichnungsprogramm zur Demonstration der Quartz-Fähigkeiten) mitgeliefert.
Alte Programme, die unter Mac OS 9 laufen, werden über die Classic-Umgebung weiterhin unterstützt, wenn ein für die Virtualisierung notwendiges echtes Mac OS 9 eingerichtet ist.
Native Anwendungen von Drittherstellern waren zu diesem Zeitpunkt sehr selten. Viele Anwendungen waren noch für NeXTStep entwickelt worden, beispielsweise OmniWeb, oder waren GUI-Frontends für Unix-kompatible CLI-Anwendungen.

## Systemvoraussetzungen
Im Allgemeinen läuft die Public Beta auf allen Macs mit mindestens einem PowerPC-G3-Prozessor, die vor der Veröffentlichung von „Kodiak“ verfügbar waren. Die offiziellen Systemvoraussetzungen sind wie folgt:
- Power Macintosh G3, Power Mac G3 und G4 inklusive „PCI-Grafikkarte“/„Yikes“, „AGP-Grafikkarte“/„Sawtooth“ und „Cube“, iMac (erste Generation), PowerBook G3, oder iBook
- 128 MB Arbeitsspeicher
- 1 GB freier Speicherplatz auf der Festplatte
- CD-Laufwerk zur Installation

Mit Ausnahme des allerersten PowerBook G3 („Kanga“ bzw. 3500) werden damit alle PowerPC-G3- und G4-Macintosh-Modelle bis 2000 unterstützt, wenn sie die Mindestanforderungen erfüllen.
Für die Classic-Umgebung ist ein bereits vorhandenes Mac OS in Version 9.0.4 Voraussetzung.

### Lebenszyklus
Die Mac OS X Public Beta lief im Frühjahr 2001 ab. Damit sie weiterhin startet, muss die Hardwareuhr auf ein Datum vor Mai 2001 zurückgestellt werden. Der Ablaufzeitpunkt betraf aber nur die Aqua-Oberfläche, das darunterliegende Darwin-System war davon nicht betroffen.
Mac OS X 10.0 erschien im März 2001, Besitzer der Public Beta bekamen einen Rabatt von 30 USD auf die Lizenz.

## Versionsgeschichte
Alle als Developer Preview bezeichneten Versionen wie auch die Public Beta weisen sich als Vorabversionen von „Mac OS X 10.0“ aus. Alle Vorabversionen tragen den Namen „Kodiak“; der Name von Mac OS X sollte erst mit Version 10.3 „Panther“ (2003) offiziell Teil der Betriebssystembezeichnung werden. Die folgenden Prerelease-Versionen wurden von Apple verfügbar gemacht:
| Mac-OS-X-Version    | Darwin-Version | Datum              | Build     | Stadium | Anmerkungen |
| ------------------- | -------------- | ------------------ | --------- | ------- | --- |
| Developer Preview   | 0.1*           | 10. Mai 1999       |           | Alpha   | erste, an Entwickler, die die WWDC 1999 besuchten, abgegebene Version * das Betriebssystem weist sich als „Mac OS X 10.0“ aus, nicht als „Darwin 0.1“ |
| Developer Preview 2 | 0.2            | Ende 1999          |           | Alpha   | mit dieser Version wurde klar, dass Mac OS X nicht, wie ursprünglich angekündigt, im Jahr 2000 fertig werden würde                                    |
| Developer Preview 3 | 1.0            | Januar 2000        |           | Alpha   | auf der MacWorld Expo 2000 in San Francisco an Entwickler abgegebene Version – es ist die erste Version mit Aqua-Benutzeroberfläche und Dock          |
| Developer Preview 4 | 1.1            | 2000               |           | Alpha   | |
| Public Beta         | 1.2            | 13. September 2000 | 1H39 2E14 | Beta    | einzige verkaufte Version, die daher auch von Early Adopters genutzt werden konnte                                                                    |

## Kritik
Mac OS X wurde in der Public Beta als zwar stabil, aber auch als zu langsam kritisiert, was dem neuen Performance-hungrigen Quartz zuzuschreiben war. Auch QuickTime 4 lief auf Mac OS 9.0.4 schneller als unter der Mac OS X Public Beta. Für ein unfertiges Produkt machten jedoch viele der Neuerungen in Mac OS X einen sinnvollen und guten Eindruck.